# Machimus khasiensis
Machimus khasiensis är en tvåvingeart som beskrevs av Ricardo 1919. Machimus khasiensis ingår i släktet Machimus och familjen rovflugor. Inga underarter finns listade i Catalogue of Life.